# إس تي إس-1
إس تي إس-1 (بالإنجليزية: STS-1)‏ كانت أول رحلة مدارية من برنامج مكوك الفضاء لوكالة ناسا. المسبار الأول، كولومبيا، أطلق في 12 نيسان عام 1981، وعاد في 14 نيسان، بعد 54.5 ساعة، بعد أن دار حول الأرض 37 مرة. حملت كولومبيا طاقم من اثنين - قائد المهمة جون يونغ والطيار روبرت كريبن. وكانت أول رحلة فضائية أمريكية مأهولة منذ مشروع أبولو-سويوز في عام 1975. STS-1 كانت أيضا أول رحلة يقوم بها البشر باختبار مركبة فضائية مأهولة مباشرة، تأخر الأطلاق ليومين لمشاكل فنية في المكوك ليكون الإطلاق 12 نيسان ليوافق الذكرى ال20 لأول رحلات الفضاء البشرية. فوستوك 1 بقيادة رائدالفضاء السوفيتي يوري جاجارين في 12 نيسان من عام 1961

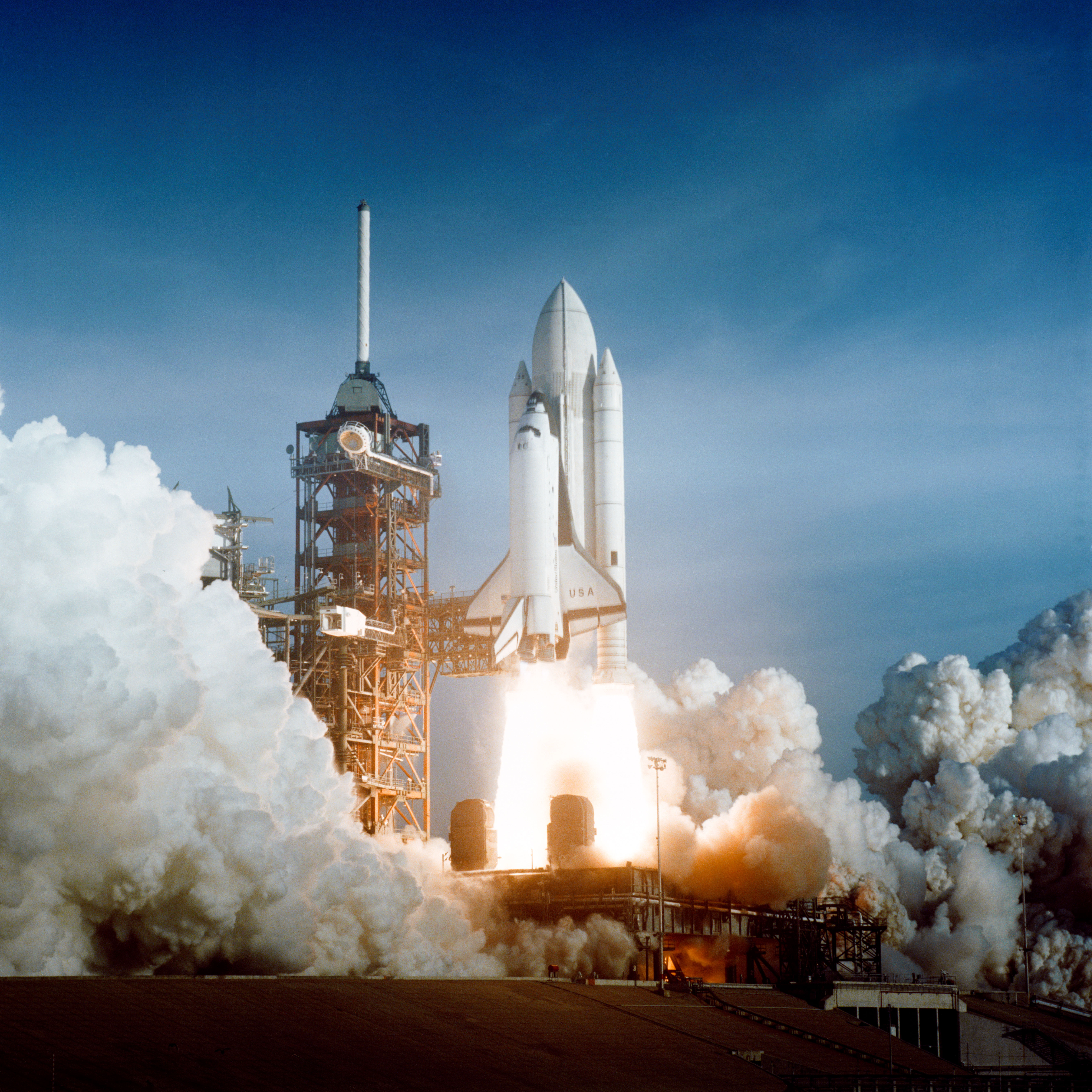
أطلق كولمبيا في 12 نيسان عام 1981

## ملخص البعثة
حدث الإطلاق الأول للمكوك الفضائي في 12 أبريل عام 1981، بعد 20 عامًا بالضبط من أول رحلة فضائية مأهولة، عندما انطلقت مركبة مكوك الفضاء المدارية كولومبيا، حاملة رائدي الفضاء، القائد جون دبليو يونغ، والطيار روبرت إل. كريبن، من المنصة إيه، مجمع الإطلاق 39، في مركز كنيدي للفضاء. جرى الإطلاق في الساعة 7 صباحًا بتوقيت شرق الولايات المتحدة الأمريكية. أُلغيت محاولة إطلاق قبل يومين من ذلك لأن الحواسيب الأربعة الرئيسية متعددة الأغراض (جي بّي سي) على متن مركبة كولومبيا لم تقدم التوقيت الصحيح لنظام الطيران الاحتياطي (بي إف إس) عند جدولة الحواسيب متعددة الأغراض للانتقال من وضع الخروج من المركبة إلى وضع إعداد الرحلة.
لم يكن ذلك الإطلاق الأول لمكوك الفضاء فحسب، إذ كان بمثابة المرة الأولى التي تُستخدم فيها صواريخ تعمل بالوقود الصلب في إطلاق مأهول لناسا (رغم أن الأنظمة السابقة استخدمت محركات الوقود الصلب لأبراج الهروب أو الصواريخ الرجعية). كانت إس تي إس-1 أيضًا أول مركبة فضائية أمريكية مأهولة تنطلق دون رحلة تجريبية من دون طاقم. سجلت مركبة كولومبيا الفضائية المدارية التابعة لمركبة إس تي إس-1 أيضًا الرقم القياسي لمدة بقائها في مرفق معالجة المركبات الفضائية المدارية (أو بّي إف ) قبل الإطلاق – تطلبت المركبة 610 يومًا، وهو الوقت اللازم لاستبدال العديد من قطع نظام الحماية الحرارية لمكوك الفضاء.
كان هدف مهمة ناسا للرحلة الأولى تحقيق صعود آمن إلى المدار والعودة إلى الأرض وتأمين هبوط آمن للمركبة المدارية والطاقم. كانت الحمولة الوحيدة التي نُقِلت ضمن المهمة حزمة تطوير أجهزة الطيران (دي إف آي)، والتي تحتوي على أجهزة استشعار وأجهزة قياس لتسجيل أداء المركبة الفضائية والضغوط التي تحدث في أثناء الإطلاق والصعود والرحلة المدارية والنزول والهبوط. تحققت جميع أهداف اختبار الطيران، وعددها 113 هدفًا، وجرى التحقق من قدرة المركبة الفضائية على أداء المهمة بنجاح.
خلال فترة الانتظار الأخيرة، والتي كانت مدتها 9 دقائق، قرأ مدير الإطلاق جورج بيج رسالة تمنيات طيبة للطاقم من الرئيس الأمريكي آنذاك رونالد ريغان، واختتمها بكلمات منه شخصيًا:
جون، ليس بمقدورنا، بصفتنا فريق إطلاق، أكثر من أن نقول إننا نتمنى لكم كل الحظ. نحن معكم ألفًا بالمئة، وفخورون بكوننا جزءًا من المهمة. حظًا سعيدًا يا سادة.
جرى استشعار اشتعال المحركات الرئيسية آر إس-25 على صورة زيادة حادة في الضجيج. تأرجحت المجموعة «إلى الأسفل» (أي باتجاه أقدام رائدي الفضاء)، ثم عاد إلى الاتجاه العمودي، وعند هذه النقطة، بدأ معززا المكوك الفضائي العاملين بالوقود الصلب (إس آر بي) بالعمل. شبّه كريبن الإقلاع بـما سمّاه «طلقة منجنيق بخاري» (مثل ما يحدث عند إطلاق طائرة من حاملة طائرات). بعد تفريغ البرج، بدأت مجموعة المحركات في الميلان إلى الجهة اليمنى (حتى يشير المحور +زد أو الزعنفة العمودية إلى زاوية سمت إطلاق بمقدار 067 درجة صحيحة (لتحقيق ميل مداري قدره 40.3 درجة)، ثم جرى تحويل المحور إلى الأسفل (لتقليل الحمل على الأجنحة. نُقِل التحكم في ذلك الوقت من فريق الإطلاق في فلوريدا إلى فريق سيلفر، الذي كان يقوده مدير الطيران نيل هاتشينسون في غرفة التحكم بالطيران رقم 1 (إف سي آر) في تكساس، وكان رائد الفضاء دان براندنستاين ضابط اتصال الفضاء في المهمة (كابكوم).
حُدِّد معدل دفع المحركات الرئيسية في مركبة كولومبيا ليصبح 65% لعبور منطقة ماكس كيو، وهي نقطة ضمن مرحلة الصعود، يخضع فيها المكوك لأقصى ضغط ديناميكي هوائي. حدث هذا بعد 56 ثانية من بدء الرحلة، وكان عدد ماخ في تلك النقطة 1.06. بلغت القيمة المصححة للرياح 4.21 رطل لكل بوصة مربعة (29.0 كيلوباسكال) (كانت القيمة المتوقعة 4.0 رطل لكل بوصة مربعة (28 كيلوباسكال)، والحد 4.3 رطل لكل بوصة مربعة (30 كيلوباسكال)). كان أداء معززي المكوك الفضائي العاملين بالوقود الصلب أفضل مما كان متوقعًا، ما أثر على المسار المخصص، وجرى التخلص من معززي المكوك بعد الاحتراق، وكان ذلك بعد دقيقتين و 12 ثانية من بدء الرحلة (على ارتفاع 174,000 قدم (53,000 م)، أي أعلى بنحو 9,200 قدم (2,800 م) من المسار المخطط له). بعد 8 دقائق و 34 ثانية من بدء البعثة، أُوقِفت المحركات الرئيسية، (على ارتفاع 388,000 قدم (118,000 م) وجرى التخلص من الخزان الخارجي بعد 18 ثانية، لينفصل لاحقًا ويسقط في المحيط الهندي. حدثت مناورتان مداريتان لنظام المناورة المداري مزدوج التعزيز لمدة 86 ثانية، بدأت الأولى بعد 10 دقائق و34 ثانية من بدء الرحلة واستمرت 86 ثانية، وبدأت الثانية بعد 44 دقيقة وثانيتين من بدء الرحلة واستمرت 75 ثانية، ما وضع مركبة كولومبيا في مدار 152.7 × 153.9 ميل (245.8 كيلومتر × 247.6 كم). لم يلحظ أحد تقريبًا هذا الانحراف البسيط عن الخطة الأصلية بمسافة 150 ميلًا (240 كم). في الواقع، عُدِّل الدور المداري للمركبة الفضائية ليأخذ إلغاء إطلاق 10 أبريل في الحسبان، ليُتاح إجراء محاولات لاستخدام أقمار استطلاع كيه إتش-11 كينين لرصد كولومبيا في المدار. علق يونج على أن الاهتزاز والضوضاء كانا أقل بكثير في أثناء الإطلاق مما كان متوقعًا. رغم ذلك، تفاجأ الطاقم من الأحاسيس المصاحبة لأول إطلاق لمركبة كبيرة تعمل بنظام تحكم رد فعلي. علق كريبن قائلًا «إنه مثل مدفع كبير أطلق نيرانه ... لن تحب المرة الأولى التي تسمع فيها هذه الضوضاء». أفاد يونغ بأن «المقصورة بأكملها تهتز ... شعرت أن مقدمة المركبة تنحني».
أمّن رائدا الفضاء مقعديهما القاذفين عند وصولهما إلى المدار، وفكّا الأحزمة. كان الحدث الحاسم التالي فتح باب مستودع الحمولة. كان هذا ضروريًا للسماح بخروج الحرارة من أنظمة كولومبيا عبر مشعات فضاء الأبواب. كان من الممكن أن يؤدي الفشل في فتحها في نهاية المدار الثاني إلى الاضطرار إلى العودة إلى الأرض في نهاية المدار الخامس قبل تجاوز السعة المحدودة لنظام تبريد المبخر الومضي. لاحظ الطاقم عند فتح الأبواب أن بلاطات نظام الحماية الحرارية (تي بّي إس) على منصات نظام المناورة المداري كانت متضررة. أُرسلت هذه المعلومات إلى الأرض بالتلفزة. خلع كل من يونغ وكريبن بدلتي قذف الطوارئ بعد ذلك بقليل.
قضى رائدا الفضاء غالبية الفترة الممتدة لنحو 53 ساعة في مدار أرضي منخفض، وكانا يجريان اختبارات لأنظمة المركبة. أُجريت الاختبارات كلها رغم تأثير توقيت محاولة تصوير أنظمة الحماية الحرارية في كولومبيا باستخدام معدات خارجية على الجدول المحدد. تضمنت تلك الأنظمة: معايرة المحاذاة البصرية للطاقم (سي أو إيه إس) وأداء تعقب النجوم وأداء وحدة القياس بالقصور الذاتي واختبار المقطع العرضي الراداري اليدوي والآلي وقياس الإشعاع والتغذية المتقاطعة في أنظمة الدفع وأداء المكونات الهيدروليكية ونظام تطهير خلايا الوقود والتصوير الفوتوغرافي. حدثت المناورة المدارية الثالثة بتوقيت 006:20:46 بعد بدء البعثة، وجرت المناورة المدارية الرابعة بتوقيت 007:05:32. رفعت المناورتان المدار إلى 170.2 ميل × 170.3 ميل (273.9 كم × 274.1 كم) (مقارنة بـ 173 ميل (278 كم) دائري). جرت هاتان المناورتان المداريتان باستخدام نظام التغذية المتقاطعة. أبلغ الطاقم عن شعورهم بالبرد في الليلة الأولى على متن المركبة، رغم أن مؤشرات درجة الحرارة كانت مقبولة. وجدا الليلة الثانية مريحة بعد تعديل الإعدادات.
خلال اليوم الثاني من البعثة، تلقى رائدا الفضاء مكالمة هاتفية من نائب الرئيس، جورج دبليو بوش. كان الرئيس رونالد ريغان ينوي زيارة مركز مراقبة البعثة في أثناء البعثة، لكنه كان يتعافى من محاولة اغتيال وقعت قبل أسبوعين من إطلاق البعثة (عاد ريغان إلى البيت الأبيض في اليوم السابق لإطلاق البعثة).